# (8166) Buczynski
(8166) Buczynski est un astéroïde de la ceinture principale.

## Description
(8166) Buczynski est un astéroïde de la ceinture principale. Il fut découvert le 12 janvier 1991 à Stakenbridge par Brian G. W. Manning. Il présente une orbite caractérisée par un demi-grand axe de 2,40 UA, une excentricité de 0,14 et une inclinaison de 1,2° par rapport à l'écliptique.

## Compléments